# Campagne de Lang Son
Guerre franco-chinoise
Batailles
- Expédition du Tonkin
- Sontay
- Bac Ninh
- Bac Le
- Fuzhou
- Keelung
- Tamsui
- Kep
- Shipu
- Zhenhai
- Lang Son (1re)
- Nui Bop
- Tuyen Quang
- Yu Oc
- Hoa Moc
- Phu Lam Tao
- Bang Bo
- 2e Lang Son
- Pescadores

La campagne de Lang Son  du 3 au 13 février 1885 est un épisode de la guerre franco-chinoise (août 1884-avril 1885) survenu au Tonkin. Le corps expéditionnaire du Tonkin du général Louis Brière de l'Isle bat l'armée chinoise du Guangxi et s'empare de Lang Son, ville stratégique importante après une campagne de dix jours et des contraintes logistiques énormes.

## Contexte

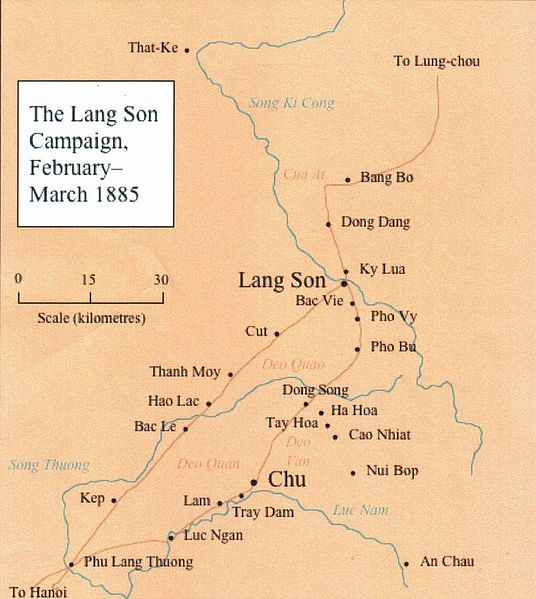
Campagne de Lang Son (février 1885).

La convention de Tianjin (Tien-Tsin) prévoyait l'évacuation des troupes chinoises du Tonkin et l'occupation des places adossées aux frontières des deux Kouang et du Yunnam, en particulier Lang Son, Cao Bang et Lao Kay, ceci pour le 26 juin 1884.
Après l'incident de Bắc Lệ (embuscade de Bac Le), pendant que l'escadre d'Extrême-Orient effectuait des opérations maritimes, le corps expéditionnaire reprend l'offensive et s'empare de Chu, Kep, Tuyen-Quan et Nui-Bop, obligeant les Chinois à se replier à l'est de Chu (4 janvier 1885).

## Situation particulière
Afin de couper la retraite vers la frontière de Chine à l'armée du Kouang-Si, le général Louis Brière de l'Isle fait partir de Chu et de Kep les brigades Négrier et Giovanninelli.
Les Chinois ont établi une ligne de forts et de retranchements sur tous les pitons et dans les défilés de la route mandarine.

## Ordre de bataille chinois
Sous le commandement de Pan Dingxin sont rassemblés environ 20 000 hommes (soldats réguliers chinois).

## Ordre de bataille français
- 1re brigade (colonel Ange-Laurent Giovanninelli)
  - 1er régiment de marche (lieutenant-colonel Chaumont)
    - deux bataillons d'infanterie de marine du régiment de marche du Tonkin (Mahias et Lambinet)

  - 2e régiment de marche (lieutenant-colonel Letellier)
    - deux bataillons de turcos du 1er et 3e régiment de tirailleurs algériens (de Mibielle et Comoy)

  - 1er bataillon du 2e régiment de tirailleurs tonkinois (chef de bataillon Tonnot)
  - Artillerie (chef d'escadron Levrard)
    - 3e, 4e et 5e batterie du corps d'artillerie de la Marine et des Colonies (Capitaines Roussel, Roperh and Péricaud))[1].
- 2e brigade (général de brigade Oscar de Négrier)
  - 3e régiment de marche (lieutenant-colonel Herbinger)
    - 23e bataillon d'infanterie de ligne (lieutenant-colonel Godart)
    - 111e bataillon d'infanterie de ligne (chef de bataillon Faure)
    - 143e bataillon d'infanterie de ligne (chef de bataillon Farret)

  - 4e régiment de marche (lieutenant-colonel Donnier)
    - 2e bataillon de la Légion étrangère (chef de bataillon Diguet)
    - 3e bataillon de la Légion étrangère (lieutenant-colonel Schoeffer)
    - 2e bataillon du régiment de marche de zouaves (chef de bataillon Servière)[2]

  - 1er bataillon du 1er régiment de tirailleurs tonkinois (chef de bataillon Jorna de Lacale)
  - Artillerie (chef d'escadron de Douvres)
    - 1re batterie bis du corps d'artillerie de la Marine et des Colonies (Capitaine Martin)
    - 11e et 12e batterie du 12e régiment d'artillerie (Capitaines Jourdy et de Saxcé)[3].

## Campagne de Lang Son

### Bataille de Tay Hoa, 4 février

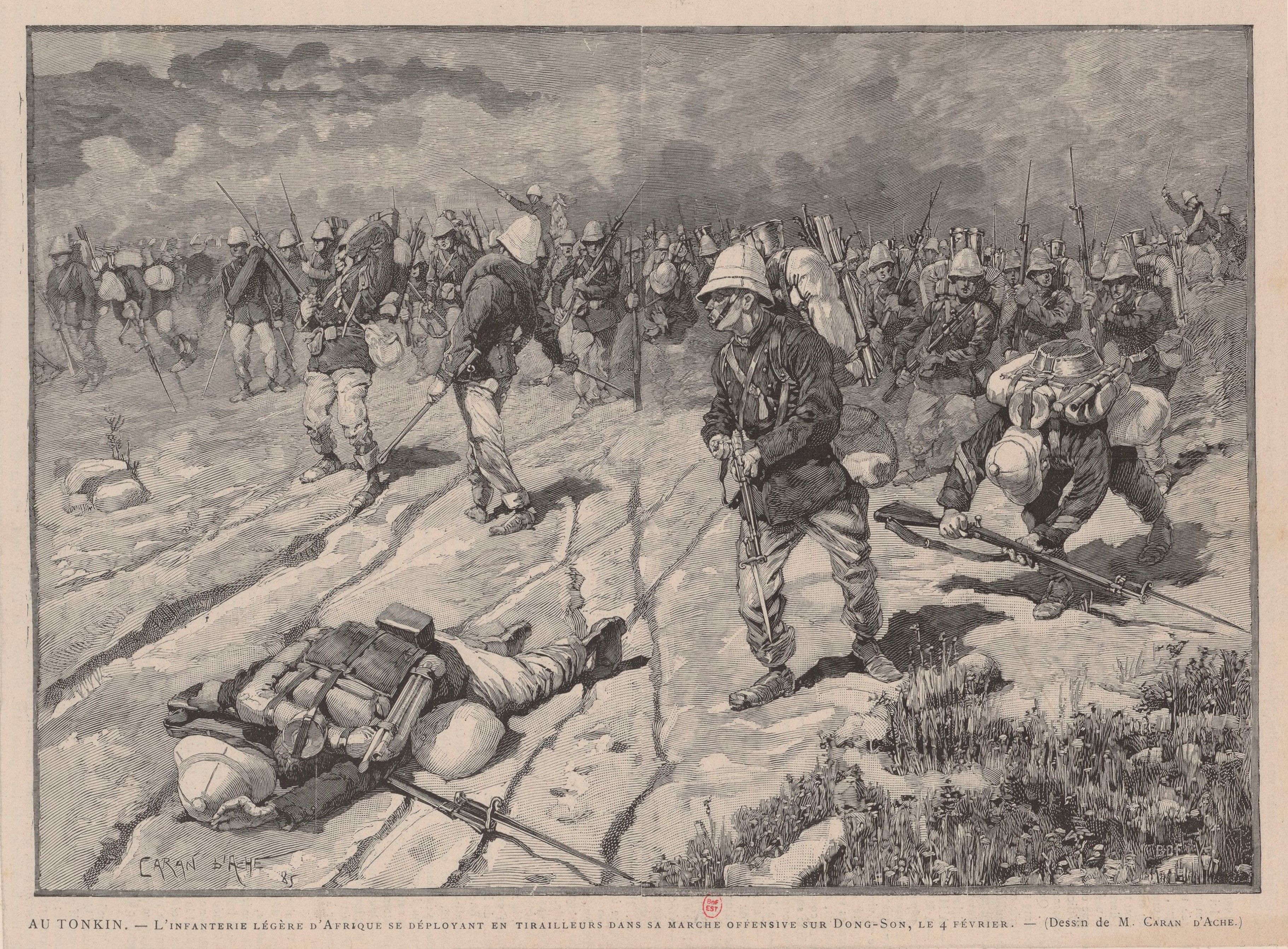
« Au Tonkin. L'infanterie légère d'Afrique se déployant en tirailleurs dans sa marche offensive sur Dong-Son le 4 février 1885- [1885] », dessin de Caran d'Ache.

Le 4 février, le corps expéditionnaire engage sa première action contre les Chinois, à Tay Hoa. La bataille est à la charge de la 2e brigade de Négrier qui menait la marche et elle a démontré l'inaptitude à manœuvrer du lieutenant-colonel Paul-Gustave Herbinger, le commandant français qui, fin mars 1885, donnera l'ordre controversé de la retraite de Lang Son. Devant prendre le Grand Fort, position-clé du dispositif chinois, avec ses trois bataillons de ligne français, Herbinger exécute une marche de flanc élaborée, épuisant sa troupe et perdant un temps précieux. Voyant son horaire de marche menacé, de Négrier avec le 3e bataillon de la Légion de Schoeffer prend le fort à sa place. Les légionnaires grimpent rapidement par des chemins de montagne vers la position chinoise et prennent le fort à la barbe d'Herbinger. Pendant ce temps, de l'autre côté du champ de bataille, la compagnie du capitaine Gravereau du 2e bataillon de la Légion (Diguet) se retrouve isolée et encerclée par les Chinois. La compagnie se dégage elle-même, mais subit des pertes élevées.
La victoire française est indiscutable mais au prix de lourdes pertes humaines : 18 morts et 101 blessés, la plupart d'entre eux dans les bataillons de la Légion de Diguet et Schoeffer. Ce sont les pertes les plus lourdes depuis le début de la guerre franco-chinoise.

### Actions à Ha Hoa et Dong Song, 5 et 6 février
Le 5 février, les Français attaquent l'ensemble des forts défendant le camp retranché chinois de Dong Song, près de Ha Hoa. Les deux brigades attaquent côte à côte. La 1re brigade, à gauche, occupe un certain nombre de forts chinois avant que leurs défenseurs ne puissent s'échapper, soufflant les toits à la dynamite. La 2e brigade, à droite, a pris le fort principal des Pins Parasols, ainsi nommé parce que construit autour d'un bouquet remarquable de pins parasols. La rapidité des attaques françaises au cours de cette bataille, avec préparation d'artillerie, a surpris les Chinois et les pertes françaises sont relativement basses : 4 morts et 18 blessés.
Le 6 février au matin, les Français attaquent pour déloger les Chinois de leurs dernières défenses devant Dong Song et prennent le camp retranché dans l'après-midi. Les pertes françaises dans cette action sont de 3 morts et 41 blessés. Brière de l'Isle avait espéré repousser les Chinois derrière la montagne de Deo Quao dans la vallée de Song Thuong, loin de Lang Son, mais les troupes chinoises ont retrouvé du renfort à Pho Bu pour défendre les abords de Lang Son.

### Action à Deo Quao, 9 février
La prise de Dong Song menaçant les arrières de l'aile droite de l'armée du Guangxi à Bac Le, les chinois s'en retirent et reculent plus au nord sur la route mandarine à Thanh Moy. Pour couvrir leur retraite, ils attaquent les avant-postes français sur la montagne de Deo Quao le 9 février. Les unités françaises repoussent facilement cette attaque, mais la diversion a permis à l'armée du Guangxi de se regrouper et de prendre position devant Lang Son.

### Action à Pho Vy, 11 février
Après une halte à  Dong Song pour le réapprovisionnement en nourriture et en munitions et après avoir établi une voie logistique plus courte depuis Chu à travers la montagne de Deo Quan, le corps expéditionnaire du Tonkin poursuit sa route vers Lang Son.
Le 11 février, la 2e brigade, en tête de la colonne française, entre en contact avec des éléments avancés de l'armée du Guangxi à Pho Vy. Les Chinois sont jetés hors du village de Pho Vy par les trois bataillons français d'Herbinger avec peu de difficulté, mais ils ont regroupé leurs réserves et montent une contre-attaque contre le régiment de marche d'Herbinger, ce qui force de Négrier à engager le bataillon de la Légion étrangère de Diguet pour les dégager. Vers la fin de la bataille, le 111e bataillon prend d'assaut un poste chinois situé sur une colline sous les yeux du reste de la brigade. Le lieutenant René Normand, qui tombera un mois plus tard à la bataille de Bang Bo et dont les lettres du Tonkin seront publiées après sa mort, se distingue particulièrement durant cette action. En fin de soirée, les Chinois se replient sur Bac Vie.
Les pertes françaises à Pho Vy sont légères : 1 mort et 23 blessés.

### Bataille de Bac Vie, 12 février

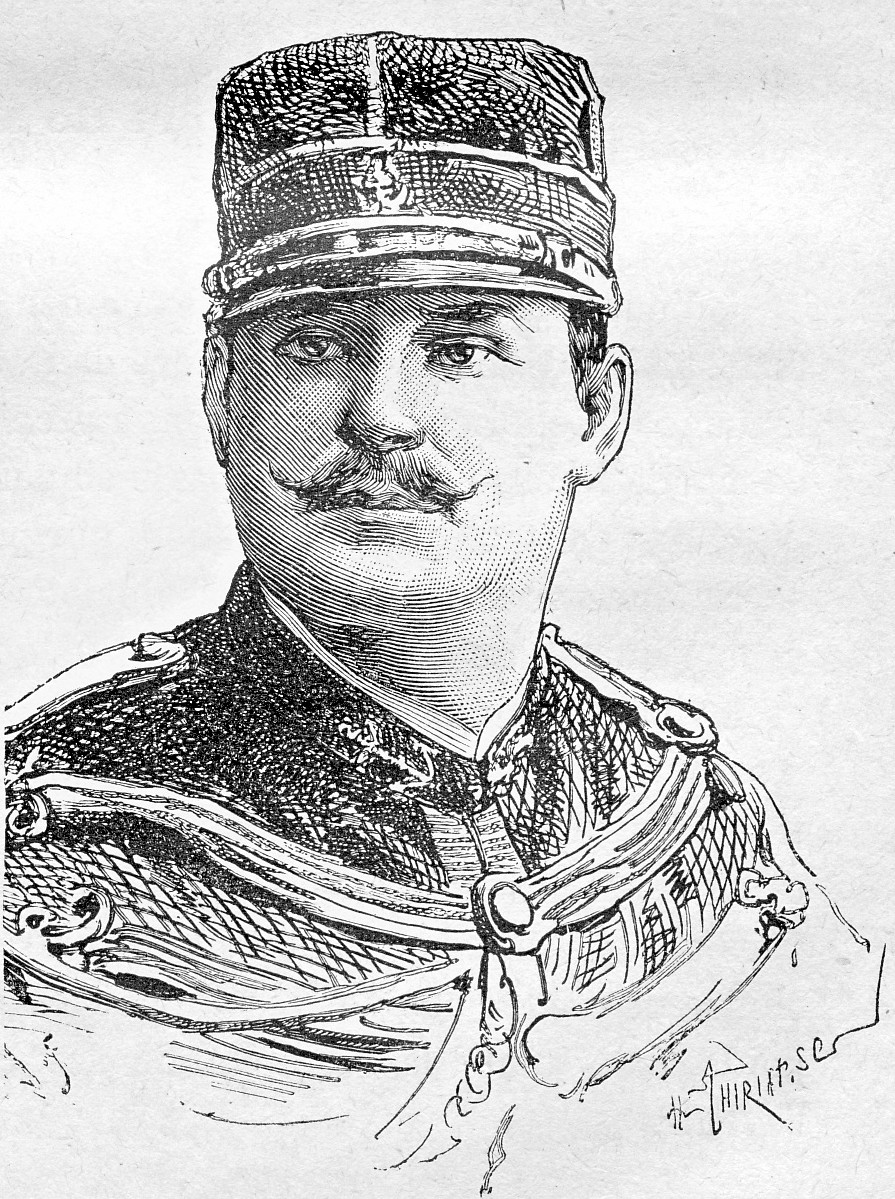
Le lieutenant Bossant, gravure de Henri Thiriat.

La principale bataille de la campagne de Lang Son s'est déroulée le 12 février à Bac Vie, plusieurs kilomètres au sud de Lang Son. La 1re brigade de Giovanninelli est en tête de la colonne française et celle de Négrier suivra sans beaucoup intervenir. Dans un assaut coûteux mais réussi, les turcos de Giovanninelli et l'infanterie marine prennent d'assaut les défenses chinoises. On se bat dans un brouillard à couper au couteau, ce qui permet aux Chinois de monter une contre-attaque balayant presque la brigade de Giovanninelli. Finalement, les Français enfoncent le centre chinois ; les ailes chinoises, isolées, reculent en désordre derrière Lang Son.
Les pertes françaises s'élèvent à 30 morts et 188 blessés, ce sont les plus hautes de la campagne. Elles affectent principalement les deux bataillons turcos de la brigade de Giovanninelli, qui ont mené la bataille. Le chef d'escadron Levrard, le commandant de l'artillerie de la 1re brigade, a été tué par une balle et Brière de l’Isle a eu son officier d'ordonnance, le lieutenant Bossant, le fils du général, tué à ses côtés.

### Prise de Lang Son et action à Ky Lua, 13 février
Le 13 février, la colonne française entre dans Lang Son, que les chinois abandonnent après un dernier combat avec une arrière-garde symbolique dans le village voisin de Ky Lua. En récompense de leur brillante action à Bac Vie, les turcos et l'infanterie marine de Giovanninelli ont l'honneur d'entrer en tête dans Lang Son.

## Conséquences
L'armée du Kouang-Si se replie vers la frontière chinoise et va occuper une position défensive à Dong Dang, une petite ville encore en territoire tonkinois. Le 23 février, Négrier va la dépasser, faire sauter la Porte de Chine et les deux forts qui la flanquaient.
Vainqueur de l'armée du Kouang-Si, Brière de l'Isle, laissant la brigade Négrier à Lang-Son, rejoint Hanoï et avec la brigade Giovanninelli marche sur Tuyen Quang, poste assiégé par l'armée du Yunnan.

## Ordre du jour du général Brière de l’Isle en date du 7 février 1885
Les formidables camps retranchés de Ha-Hoa et de Dong-Song sont entre vos mains avec d’immenses approvisionnements d’armes, de munitions et de vivres que votre élan n’a pas permis à l’ennemi d’emporter. Pendant les combats des 4, 5 et 6 février, qui vous ont rendus maîtres de ces admirables positions sur lesquelles l’armée chinoise avait compté pour nous barrer les débouchés du Deo-Van et du Deo-Quan et nous interdire les routes du Than-Moï et de Lang-Son, vous avez égalé les troupes les plus citées dans les annales de l’armée française. Vous avez ajouté une belle page à notre histoire nationale. Honneur à vos chefs et à vous ! Vous approchez du terme de votre mission. Des combats, des privations et des fatigues vous attendent encore. Les vertus militaires, dont vous avez déjà donné tant de preuves, garantissent le succès de l’avenir.

## Ordre du jour du général Brière de l’Isle en date du 14 février 1885
Vous avez arboré le drapeau français sur Lang-Son. Une armée chinoise dix fois plus nombreuse que vous a dû repasser, entièrement en déroute, la frontière, laissant entre vos mains ses étendards, ses armes et ses munitions. Elle a été réduite à vous abandonner ou à disperser dans les montagnes le matériel européen sur lequel elle avait tant compté pour s’opposer à notre marche. Gloire à vous tous qui successivement vous êtes mesurés avec elle dans les combats du 4 à Thay-Hoa, du 5 à Ha-Hoa, du 6 à Dong-Song, du 9 à Deo-Quao, du 11 à Pho-Vy, du 12 à Bac-Viay, du 13 à Lang-Son, et l’avez chassée, malgré sa vigoureuse résistance, des positions formidables qu’elle occupait ! Honneur aussi aux officiers chargés de la conduite des convois de vivres et de munitions ! C’est grâce à leur dévouement et à leur infatigable énergie que vous avez pu vivre et que nos progrès n’ont pas été retardés plus longtemps.

## Décoration
- LANG SON 1885 est inscrit sur le drapeau des régiments cités lors de cette bataille[4].